# سیارک ۳۸۵۲
سیارک ۳۸۵۲ (به انگلیسی: 3852 Glennford، نامگذاری:1987DR6) سه هزار و هشتصد و پنجاه و دومین سیارک کشف شده‌است که در ۲۴ فوریه ۱۹۸۷ کشف شد.
قدر مطلق سیارک برابر ۵۰.۵ است.